# Send
Send – wieś w Anglii, w hrabstwie Surrey, w dystrykcie Guildford. Leży 37 km na południowy zachód od centrum Londynu. Miejscowość liczy 4138 mieszkańców.